# Pequeri
Pequeri is een gemeente in de Braziliaanse deelstaat Minas Gerais. De gemeente telt 3.093 inwoners (schatting 2009).

## Aangrenzende gemeenten
De gemeente grenst aan Bicas, Guarará, Juiz de Fora, Mar de Espanha en Santana do Deserto.